# Гейкант (Кранендонк)
Гейкант (нід. Heikant) — селище в нідерландській провінції Північний Брабант. Входить до муніципалітету Кранендонк.
Його площа становить 4,25 км², а населення станом на 2021 рік складало 420 осіб. Наразі у селищі нараховується близько 80 будинків.